# Involuta

Dues involutes (vermell) d'una paràbola

En matemàtiques, una involuta (també coneguda com a evolvent) és un tipus particular de corba que és dependent d'una altra forma o corba. Una involuta d'una corba és el locus d'un punt en una troç de corda tibant i es va d'esembolicant al voltant de la corba.
Son una classe de corbes dintre la família de corbes de ruleta.
L'evolvent d'una involuta és la seva corba original.
Les idees de la involuta i l'evoluta d'una corba va ser introduïda per Christiaan Huygens i el seu treball es va titular Horologium oscillatorium sive de motu pendulorum anunci horologia aptato demonstrationes geometricae (1673).

## Involuta d'una corba parametritzada
Donat {\displaystyle {\vec {c}}(t),\;t\in [t_{1},t_{2}]} ser una corba regular al pla amb la seva curvatura en algun punt entre 0 i {\displaystyle a\in (t_{1},t_{2})}, llavors la corba amb la representació paramètrica
{\displaystyle {\vec {C}}_{a}(t)={\vec {c}}(t)-{\frac {{\vec {c}}'(t)}{|{\vec {c}}'(t)|}}\;\int _{a}^{t}|{\vec {c}}'(w)|\;dw}
És una evolvent de la corba donada.
|  |

Afegint un número arbitrari però número fixe {\displaystyle l_{0}} a la integral {\displaystyle {\Bigl (}\int _{a}^{t}|{\vec {c}}'(w)|\;dw{\Bigr )}} en resulta una involuta que correspon a una corda estesa per {\displaystyle l_{0}} (com un cabdell de fil yarn tenint alguna longitud de fil ja penjant abans que és desenrotlli). Per això, l'evolvent pot ser modificada per una constant {\displaystyle a} i/o afegint un número a la integral (vegeu Involutes d'una paràbola semicubica).
Si {\displaystyle {\vec {c}}(t)=(x(t),y(t))^{T}} aconseguim
{\displaystyle {\begin{aligned}X(t)&=x(t)-{\frac {x'(t)}{\sqrt {x'(t)^{2}+y'(t)^{2}}}}\int _{a}^{t}{\sqrt {x'(w)^{2}+y'(w)^{2}}}\,dw\\Y(t)&=y(t)-{\frac {y'(t)}{\sqrt {x'(t)^{2}+y'(t)^{2}}}}\int _{a}^{t}{\sqrt {x'(w)^{2}+y'(w)^{2}}}\,dw\;.\end{aligned}}}

## Propietats d'involutes

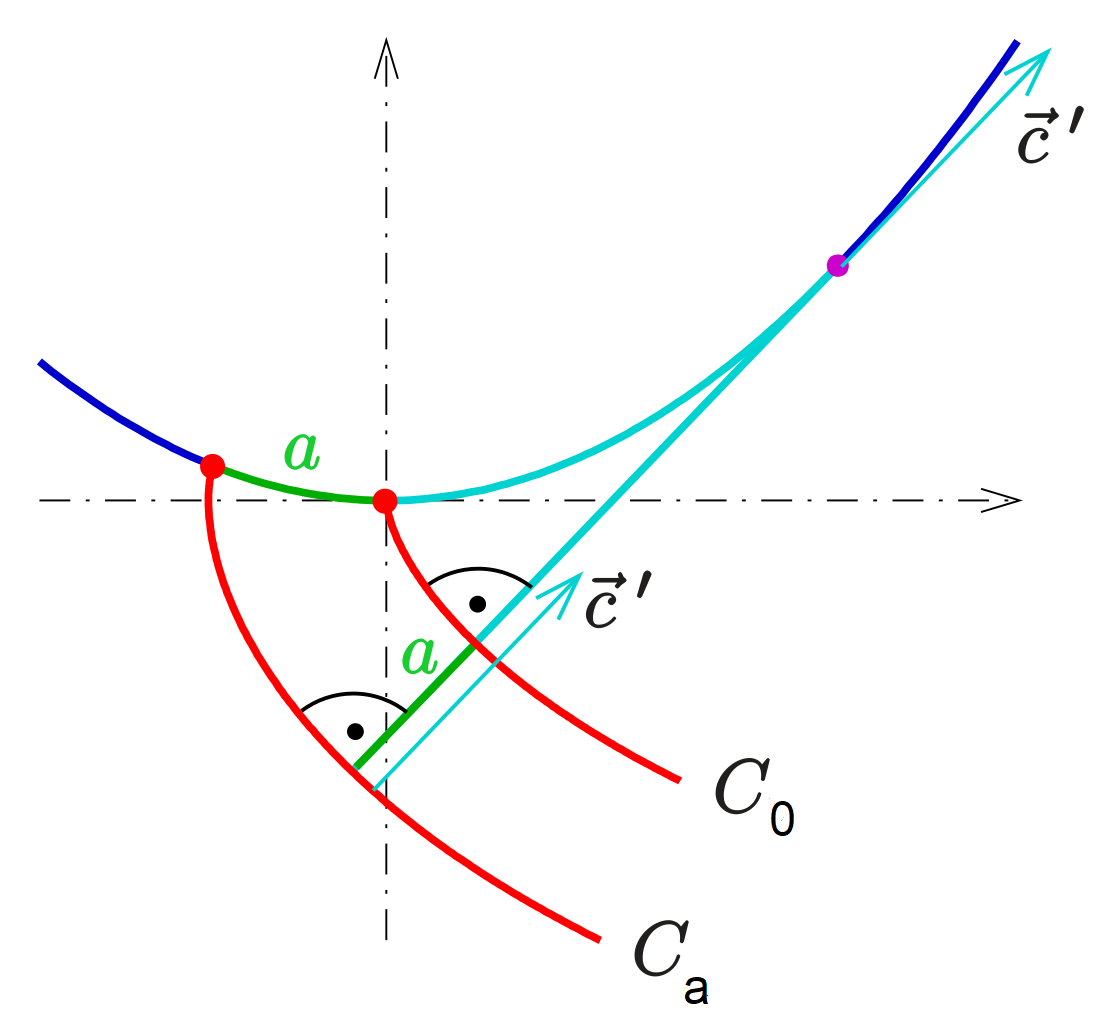
Involuta: propietats. Els angles descrits son de 90 graus.

Per tal de derivar propietats d'una corba regular és avantatjós suposar la longitud d'arc {\displaystyle s} per ser el paràmetre de la corba donada, els quals ens porten a les simplificacions següents: {\displaystyle \;|{\vec {c}}'(s)|=1\;} i {\displaystyle \;{\vec {c}}''(s)=\kappa (s){\vec {n}}(s)\;}, amb {\displaystyle \kappa } la curvatura i {\displaystyle {\vec {n}}} la unitat normal. llavors aconseguim per la involuta:
{\displaystyle {\vec {C}}_{a}(s)={\vec {c}}(s)-{\vec {c}}'(s)(s-a)\ }i
{\displaystyle {\vec {C}}_{a}'(s)=-{\vec {c}}''(s)(s-a)=-\kappa (s){\vec {n}}(s)(s-a)\;}
I la declaració:
- Al punt {\displaystyle {\vec {C}}_{a}(a)} l'involuta no és regular (perquè{\displaystyle |{\vec {C}}_{a}'(a)|=0}),

I de {\displaystyle \;{\vec {C}}_{a}'(s)\cdot {\vec {c}}'(s)=0\;} en deriva:
- La normal de la involuta al punt {\displaystyle {\vec {C}}_{a}(s)} és la tangent de la corba donada al punt {\displaystyle {\vec {c}}(s)}.
- Les evolvents són corbes paral·leles, a causa de{\displaystyle {\vec {C}}_{a}(s)={\vec {C}}_{0}(s)+a{\vec {c}}'(s)} i al fet, que {\displaystyle {\vec {c}}'(s)} és la unitat normal a {\displaystyle {\vec {C}}_{0}(s)}.

## Exemples

### involutes d'un cercle

Evolvents d'un cercle

Involutes d'una paràbola semi-cubica (blau). Només la corba vermella és una paràbola.

Per un cercle amb representació paramètrica{\displaystyle (r\cos(t),r\sin(t))}, un té {\displaystyle {\vec {c}}'(t)=(-r\sin t,r\cos t)}Per això {\displaystyle |{\vec {c}}'(t)|=r}, i la longitud de camí és {\displaystyle r(t-a)}.
L'equació paramètrica de la involuta és així{\displaystyle {\begin{aligned}X(t)&=r(\cos t+(t-a)\sin t)\\Y(t)&=r(\sin t-(t-a)\cos t).\end{aligned}}}
El gràfic mostra les involutes per {\displaystyle a=-0.5} (verd), {\displaystyle a=0} (vermell), {\displaystyle a=0.5}(morat) i {\displaystyle a=1}(blau Clar). Les involutes semblen espirals d'Arquimedes, però de fet no ho son.
La longitud d'arc per {\displaystyle a=0} i {\displaystyle 0\leq t\leq t_{2}} de la involuta és
{\displaystyle L={\frac {r}{2}}t_{2}^{2}.}

### Involutes d'una paràbola semicubica
L'equació paramètrica {\displaystyle {\vec {c}}(t)=({\tfrac {t^{3}}{3}},{\tfrac {t^{2}}{2}})} descriu una paràbola semicubica. D'on {\displaystyle {\vec {c}}'(t)=(t^{2},t)}s'aconsegueix{\displaystyle |{\vec {c}}'(t)|=t{\sqrt {t^{2}+1}}} i {\displaystyle \int _{0}^{t}w{\sqrt {w^{2}+1}}\,dw={\frac {1}{3}}{\sqrt {t^{2}+1}}^{3}-{\frac {1}{3}}}. Allargant la corda per {\displaystyle l_{0}={1 \over 3}} simplifica càlcul, i llavors aconseguim
{\displaystyle {\begin{aligned}X(t)&=-{\frac {t}{3}}\\Y(t)&={\frac {t^{2}}{6}}-{\frac {1}{3}}.\end{aligned}}}
Eliminant t aconseguim {\displaystyle Y={\frac {3}{2}}X^{2}-{\frac {1}{3}},} demostrem així que aquesta evolvent és una paràbola.
Les altres involutes són així corbes paral·leles d'una paràbola, i no son paràboles, mentre són corbes de grau sis (Vegeu corbes Paral·leles § exemples més Llunyans).

L'evolvent vermella d'una catenària (blau) és una tractriu.

### Evolvent d'una catenària
Per la catenària {\displaystyle (t,\cosh t)}, el vector de tangent és {\displaystyle {\vec {c}}'(t)=(1,\sinh t)}, i, mentre {\displaystyle 1+\sinh ^{2}t=\cosh ^{2}t,} la seva longitud és {\displaystyle |{\vec {c}}'(t)|=\cosh t}. Per això la longitud de l'arc del punt (0, 1) és{\displaystyle \textstyle \int _{0}^{t}\cosh w\,dw=\sinh t.}
Per això l'evolvent que comença de (0, 1) es pot parametritzar per
{\displaystyle (t-\tanh t,1/\cosh t),}
I és per això un tractriu.
Les altres evolvents no són tractrius, mentre siguin corbes paral·leles d'un tractrix.

### Evolvents d'un cicloide

Evolvents d'un cicloide (blau): Només la corba vermella és un altre cicloide

La representació paramètrica {\displaystyle {\vec {c}}(t)=(t-\sin t,1-\cos t)} descriu un cicloide. De {\displaystyle {\vec {c}}'(t)=(1-\cos t,\sin t)}, en pot sortir (després d'haver-hi utilitzat algunes fórmules trigonomètriques)
{\displaystyle |{\vec {c}}'(t)|=2\sin {\frac {t}{2}},}
I
{\displaystyle \int _{\pi }^{t}2\sin {\frac {w}{2}}\,dw=-4\cos {\frac {t}{2}}.}
Per això les equacions de l'evolvent corresponent són
{\displaystyle X(t)=t+\sin t,}
{\displaystyle Y(t)=3+\cos t,}
Que descriuria el cicloide vermell del grafic. Per això
- Les evolvents del cicloide {\displaystyle (t-\sin t,1-\cos t)} són corbes paral·leles del cicloide

{\displaystyle (t+\sin t,3+\cos t).}
(Corbes paral·leles d'un cicloide no son cicloides.)

## Involuta i evoluta
L'evoluta d'una corba donada consisteix dels centres de curvatura de.{\displaystyle c_{0}}{\displaystyle c_{0}} Entre involutes i evolutes els controls de declaració següents:
Una corba és l'evoluta de qualsevol de les seves involutes.

Tractriu es la involuta de la catenaria

L'evoluta de la tractriu es una catenaria

## Aplicació
L'evolvent té algunes propietats que la fa extremadament important a la indústria d'engranatges: Si dos engranatges engranats tenen dents amb la forma del perfil d'evolvents (més que, per exemple, una forma triangular tradicional), formen un sistema d'engranatge de l'evolvent. Els seus índexs relatius de rotació són constants mentre les dents estiguin en contacte. Els engranatges també estaran sempre en contacte al llarg d'una línia estable i unica de força. Amb dents d'altres formes, les velocitats relatives i les forces pugen i baixen en cada contacte de dents, generant vibracións, sorolls, i desgast excessiu. Per aquesta raó, gairebé totes dents d'engranatge modernes mantenen la forma d'evolvent.

Mecanisme d'un compressor d'engranatges

L'evolvent d'un cercle és també important per a la compresio de gassos, Així podem construir un compressor d'engranatges, basat en aquesta forma. Els compresors d'engranatges fan menys soroll que compressors convencionals i han provat per mes eficaços.
El Reactor d'alt Flux d'Isòtops (HFIR, EUA) fa servir combustible amb forma d'evolvents per a garantir una amplada constant entre ells per a la refrigeració.